# Cirugía fetal
La cirugía fetal, también denominada cirugía prenatal, es una rama de la medicina materno-fetal en desarrollo que abarca una amplia variedad de técnicas quirúrgicas que se emplean en el tratamiento de enfermedades congénitas en fetos que continúan en el útero. Existen principalmente tres procedimientos: la cirugía fetal abierta, que consiste en abrir el útero por completo para operar al feto; la fetoscopía mínimamente invasiva, que consiste en realizar pequeñas incisiones y se usa un fetoscopio y una sonografía como instrumentos de guía; y el tratamiento del feto vía percutánea, que consiste en colocar un catéter que se monitorea de forma constante mediante un ultrasonido.
La intervención fetal es un procedimiento relativamente nuevo. El uso de tecnologías avanzadas permite diagnosticar enfermedades y defectos congénitos en un feto con más anticipación y precisión.
La mayoría de las afecciones no requieren ni son tratables con una intervención fetal, excepto en el caso de los defectos anatómicos, para los cuales es posible reparar el útero y puede ser un beneficio importante para el posterior desarrollo y supervivencia del feto. La reparación temprana (antes del parto) de dichos defectos aumenta las probabilidades de tener un bebé sano y relativamente normal.
Las mujeres embarazadas están igual de expuestas que el feto, si es que no más, a los riesgos de cualquier tipo de intervención fetal. Además de los riesgos generales que presentan las cirugías, también existen riesgos que afectarían el útero de la madre, lo cual podría limitar su capacidad para tener más bebés. Estos riesgos son mayores que los de una cesárea optativa, debido a lo que se explica a continuación:
- la incisión es la que comúnmente se realiza de forma vertical, lo que supone un riesgo mayor para los embarazos posteriores
- la duración de la cirugía es mayor durante la intervención fetal
- el parto requerirá de una segunda cesárea un par de días o semanas después

## Tipos

### Cirugía fetal abierta

#### Técnica
Por lo general, se administran tocolíticos para impedir el trabajo de parto; sin embargo, éste fármaco no debe administrarse si el riesgo es más alto para el feto dentro del útero que fuera de éste, como puede suceder en el caso de una infección intrauterina, del sangrado vaginal anormal y del sufrimiento fetal. Por lo general se administra un antagonista H2 como anestesia la noche previa y luego durante la mañana del mismo día de la intervención; además, se suele administrar un antiácido antes de la inducción para reducir el riesgo de aspiración de ácidos. La secuencia rápida de inducción se usa principalmente para la sedación y la intubación.
La cirugía fetal abierta, en muchos aspectos, es similar a la cesárea que se realiza con anestesia general, excepto por el hecho de que el feto sigue dependiendo de la placenta y vuelve a ser colocado en el útero. Se realiza una histerotomía en la mujer embarazada y una vez que el útero está abierto y el feto está expuesto comienza la cirugía fetal. Por lo general, la cirugía consiste en un procedimiento breve que tiene como propósito permitir que el feto continúe en el útero hasta que tenga la madurez suficiente para sobrevivir al parto y a los procedimientos quirúrgicos neonatales.
Una vez finalizada la cirugía fetal, el feto vuelve a ser colocado dentro del útero y posteriormente se cierra el útero y la pared abdominal. Antes de poner la última sutura en la pared uterina, se reemplaza el líquido amniótico. La madre permanece en el hospital entre 3 y 7 días bajo observación. Por lo general, los bebés que han sido sometidos a este tipo de intervención nacen prematuros.

#### Seguridad y complicaciones
Lo primero es el bienestar de la madre y lo segundo es evitar un parto prematuro y lograr los propósitos de la cirugía. En 2008, la cirugía fetal abierta se consideraba una posibilidad después de las 18 semanas de gestación aproximadamente, debido al tamaño y a la fragilidad del feto antes de ese tiempo y hasta las 30 semanas de gestación aproximadamente, debido a que existe un mayor riesgo de un parto prematuro y hay una preferencia para dar a luz y realizar la intervención fuera del útero/cirugía pediátrica. El riesgo de un parto prematuro aumenta debido a los factores de riesgo asociados, tales como antecedentes de embarazos múltiples, antecedentes de tabaquismo durante el embarazo y edad de la madre.
La cirugía fetal abierta ha demostrado ser segura para la madre. En el caso del feto, la seguridad y la eficacia varían y dependen del procedimiento específico, las razones del procedimiento, la edad gestacional y el estado del feto. En general, se estima que la mortalidad perinatal después de la cirugía abierta es de aproximadamente un 6 %, según un estudio realizado en Estados Unidos el 2003.
Los partos posteriores deberán realizarse mediante cesárea debido a la histerotomía; sin embargo, no existe información que indique que la madre será menos fértil.

#### Indicaciones
Los defectos del tubo neural (NTD), que pueden observarse a partir del día 28 de gestación, ocurren cuando el tubo neural del embrión no cierra de forma correcta, el cerebro y la médula espinal que se encuentran en desarrollo están expuestos al líquido amniótico y, junto con esto, el sistema nervioso colapsa. La reparación previa al parto del NTD más fácil de tratar, el mielomeningocele (espina bífida quística) es hasta el 2011 un procedimiento cada vez más usado en Estados Unidos. A pesar de que el procedimiento presenta desafíos a nivel técnico, los niños sometidos a una reparación fetal abierta presentan mejoras significativas en comparación con los niños sometidos a una reparación después de haber nacido. La reparación fetal disminuye la tasa de dependencia de la derivación ventriculoperitoneal y la deformidad de Chiari, y mejora las funciones motoras a los 2 años y 6 meses de edad en comparación con la reparación después del parto. Los niños que se someten a la reparación fetal tienen el doble de probabilidades de caminar sin ayuda a los 2 años y 6 meses de edad en comparación con los niños que se someten a la reparación después del parto. Debido a esto, la reparación fetal abierta de la espina bífida actualmente se considera un tratamiento de referencia en las instituciones especializadas en cirugía fetal.
Otras afecciones que podrían ser tratadas mediante la cirugía fetal abierta son:
- La hernia diafragmática congénita (en el caso de ser detectada, lo más probable es que sea tratada mediante fetoscopía)
- Deformación congénita de las vías respiratorias
- Cardiopatía congénita
- Secuestro broncopulmonar
- Teratoma sacrococcígeo

### Cirugía mínimamente invasiva
La fetoscopía mínimamente invasiva ha demostrado ser útil para tratar algunas afecciones fetales.
- Síndrome de transfusión feto fetal: coagulación de vasos sanguíneos mediante láser.
- Espina bífida: cierre de la deformación mediante un fetoscopio. La reparación prenatal de la espina bífida mediante este procedimiento tiene como objetivo disminuir las complicaciones para la madre y al mismo tiempo beneficiar al bebé.[5][6]

## Historia
Las técnicas para la cirugía fetal fueron desarrolladas por primera vez en la Universidad de California, San Francisco, en 1980 en modelos animales.
El 26 de abril de 1981, se realizó con éxito la primera cirugía fetal abierta en seres humanos en el mundo en la Universidad de California, San Francisco, a cargo del Dr. Michael Harrison. El feto en cuestión presentaba una hidronefrosis congénita, una obstrucción en el tracto urinario que produjo que el riñón se extendiera de manera peligrosa. Para corregir esto, se realizó una cistostomía en la que se colocó un catéter en el feto para permitir la expulsión de la orina de forma normal. La obstrucción en sí fue removida quirúrgicamente después del nacimiento.
Se han logrado nuevos avances en los años posteriores a esta primera intervención. El uso de nuevas técnicas ha permitido tratar otros defectos mediante procedimientos quirúrgicos fetales menos invasivos.
En 1991 se registraron las primeras dos valvuloplastías fetales percutáneas con balón, guiadas mediante ultrasonido. Dicho procedimiento es un tipo de cirugía fetal que repara la obstrucción severa de la válvula aórtica. De los 12 primeros intentos que se registraron de este procedimiento durante la década de 1990, sólo dos niños sobrevivieron.